# موسیقی رمضان در ایران
موسیقی رمضان در ایران یکی از انواع موسیقی مناسبتی مذهبی است که از دیرباز در ایران رواج داشته‌است.

## پیشینه
ایرانی‌ها که پیش از اسلام نیز یکتاپرست بودند، در روزهایی از سال از خوردن بعضی خوردنی‌ها پرهیز می‌کردند اما روزه نمی‌گرفتند تا این‌که با ورود اسلام به ایران، یکی از موارد مهمی که باید به آن توجه می‌کردند بیدار کردن دیگر مسلمانان برای خوردن سحری و خواندن نماز صبح بود؛ همان‌گونه که سپاهیان ایرانی پیش از اسلام همزمان با طلوع آفتاب بر طبل می‌نواختند؛ رسمی که پس از اسلام به شیوه‌ای برای بیدارکردن مسلمانان تبدیل شد.
رسم نقاره‌زنی برای رؤیت هلال در ایران به پیش از اسلام برمی‌گردد. ایرانی‌ها ابتدای هر ماه نقاره می‌زدند تا رسیدن ماه تازه را خبر دهند؛ در شاهنامهٔ فردوسی ۱۸ بار به نقاره‌زنی اشاره شده‌است. پس از اسلام این رسم به گونه‌ای دیگر ادامه پیدا کرد؛ چاووش‌خوان‌ها هم آمدن ماه رمضان را نوید می‌دادند؛ به این معنی که دو یا سه روز قبل از فرارسیدن ماه رمضان به خیابان‌ها می‌رفتند و آمدن ماه رمضان را نوید می‌دادند تا مسلمانان خود را برای چنین ماهی آماده کنند و غیرمسلمان‌ها تظاهر به روزه‌خواری نکنند. همین چاوش‌خوان‌ها سه روز آخر ماه رمضان، «الوداع‌خوانی» می‌کردند و به استقبال ماه شوال می‌رفتند.
تا ۵۰ سال پیش در گوشه و کنار ایران موسیقی ویژهٔ ماه رمضان داشته‌ایم. موسیقی رمضان همواره در ایران فعال و پابرجا بود تا این‌که همزمان با روزگار پهلوی اول نقاره‌زنی ممنوع شد و روضه‌خوانی تعطیل گردید؛ این‌گونه بود که خانه‌ها یک اتاق خود را به روضه‌خوانی اختصاص دادند و منبری ساختند که نشان‌دهندهٔ پایداری‌شان در دین و هنر دینی بود.

## وضعیت کنونی
تا چندین سال پیش هنوز در بعضی شهرهای ایران نقاره می‌نواختند و همسایه‌ها با ذکر صلوات همسایه‌شان را از خواب بیدار می‌کردند.
با این وجود، امروز تنها چند ذکرخوان در مناطق مختلف ایران باقی مانده‌اند که یادی از آن‌ها نمی‌کنند.
با این وجود، دم‌دم سحری مراسمی است که همچنان به وقت سحرگاه در استان بوشهر اجرا می‌شود
همچنین هنوز هم در آستان قدس رضوی، شهداد کرمان (امامزاده زید)، کاشان، نوش‌آباد، نائین و طبس مراسم نقاره‌زنی در ماه رمضان انجام می‌شود یا در میبد طبل افطار و سحری می‌نوازند.

## انواع
صلوات‌خوانی، ذکرخوانی، بسم‌الله‌خوانی و منقبت‌خوانی نمونه‌هایی از این موسیقی بوده‌اند که در قرن اخیر فراموش شده‌اند.
از این میان بیش از ۹۰ نوع صلوات‌خوانی گروهی در نقاط مختلف ایران وجود داشته که متأسفانه در حال حاضر تنها دو نوع آن شناخته شده‌است.
مناجات‌خوانی، سحرخوانی، شب‌خوانی رمضان، سحرآوازی، مناجات سحری و دم‌دم سحری نام‌های گوناگونی بود که در هر منطقه بر این نوع آوازخوانی به وقت سحر گذاشته بودند.
بخش دیگری از موسیقی رمضان به دیدن هلال ماه — چه هلال ماه رمضان و ماه شوال — برمی‌گشت. در این آیین، بزرگان شهر به اتفاق یک یا دو نفر نوحه‌خوان خوش‌صدا به بلندی‌های مشرف به منطقهٔ خود می‌رفتند و چشم به آسمان می‌دوختند. وقتی بزرگان، دیدن ماه را تأیید می‌کردند، نوحه‌خوان جمع را به فرستادن صلوات دعوت می‌کرد و به خواندن آوازهایی در تکریم و استقبال از ماه رمضان می‌پرداختند یا اگر ماه شوال را در آسمان دیده بودند با ماه رمضان خداحافظی می‌کردند و از خداوند می‌خواستند تا طاعات و عباداتشان را بپذیرد.
«ذکرخوانی» مهم‌ترین ویژگی موسیقی رمضان است؛ هنری که شکل‌های متفاوتی داشته و هدف از آن تقویت نیروی معنوی و سوق‌دادن روزه‌داران به سمت نیکی و نیکویی بوده‌است. ایرانی‌ها با نغمه‌های آهنگین و ادوات موسیقی ذکرهای مخصوص ماه رمضان را برای جوانان اجرا می‌کردند تا آن‌ها را با واژگان و جملات مقدس و روحانی به سمت خوبی و پاکی سوق دهند.
موسیقی رمضان در ایران پر از شادی بود چراکه می‌کوشید انسان را به معنویت نزدیک کند. تنها اشعار حزن‌انگیزی که در این ماه خوانده می‌شد به ایام قتل علی بن ابی‌طالب برمی‌گشت. «منقبت‌خوانی» ویژهٔ شب‌های قدر بود و در رثای علی بن ابی‌طالب خوانده می‌شد؛ در نیمهٔ رمضان هم مولودی‌خوانی و مناجات حسنی وجود داشت. «صلوات‌خوانی» تنها به ماه رمضان اختصاص نداشت اما در این ماه زیباتر اجرا می‌شد و در برخی شهرها چون دزفول و شوشتر حتی صلوات‌خوانی شاد هم وجود داشت.

## شیوه و ترتیب

### موسیقی‌های سحرگاهی
ایرانیان مسلمان بنا بر یک رسم کهن عادت کرده بودند یک تا سه روز پیش از رؤیت هلال ماه رمضان به پیشواز این ماه بروند. به همین خاطر، یک ساعت به اذان صبح مانده به بام خانه خود می‌رفتند و اذان می‌گفتند و مردم را به صلوات‌فرستادن، دعوت می‌کردند. این‌گونه آوازها، اغلب در چهارگاه اجرا می‌شد و گونه‌ای چاووش‌خوانی بود. بعدها سحرخوان‌ها، علاوه بر آواز، نقاره هم می‌نواختند تا حنجره‌شان دمی بیاساید؛ مناجات‌خوانی، اذان‌گفتن و دعاخواندن بخش‌های دیگری بود که به وقت سحر، یکی پس از دیگری اجرا می‌شد و این‌ها همه تمهیداتی بود که ایرانیان در گذشته برای به موقع بیدارکردن مؤمنین از خواب اندیشیده بودند.
سحرخوان‌ها تا نزدیک اذان به خواندن ادامه می‌دادند و سپس هنگامی که وقت اذان نزدیک می‌شد، ابیاتی را می‌خواندند که پایان هر بیت آن با یک صلوات همراه بود و همین رمزی بود که مردم تازه‌بیدارشده را آگاه می‌کرد که دیگر وقت کمی برای خوردن سحری دارند؛ به این کار صلوات‌خوانی می‌گفتند. سپس، دعاخوان‌ها دعای سحر را می‌خواندند و پس از آن مؤذن اذان می‌گفت.
گاه در مراسم سحرخوانی از طبل و دهل و شیپور و نقاره هم استفاده می‌کردند. گرچه در نقاط مختلف ایران از سازهای متفاوت استفاده می‌شد؛ برای مثال ترکمن‌ها از دوتار و مردم کرمانشاه از تنبور و در خانقاه‌ها از دف استفاده می‌کردند.

### موسیقی‌های افطار
یکی از مراسمی که به وقت افطار انجام می‌شد این که یک ساعت پیش از غروب آفتاب، سه بار بر طبل می‌نواختند و این نواختن‌ها هر بار تندتر می‌شد تا مردم روزه‌دار بدانند چقدر به زمان افطار نزدیک شده‌اند و چه‌وقت می‌توانند از کار روزانه دست بردارند.

## موسیقی رمضان در میان اقوام ایرانی
موسیقی رمضان در میان اقوام مختلف ایران از گوناگونی و ویژگی‌های خاص خود برخوردار بوده‌است؛ جز مردم لرستان که موسیقی ویژهٔ رمضان ندارند، خراسانی‌ها و کرمانی‌ها و بوشهری‌ها و کردها و آذربایجانی‌ها موسیقی خاص خود را دارند. برای مثال، هنوز در بخش‌هایی از خراسان و شهداد کرمان، نقاره‌زنی اجرا می‌شود و در بوشهر، آیینی در سحرگاه وجود دارد به نام «دُم‌دُم سحری» که هنوز هم زنده و جاری است.
ترکمن‌ها نیز موسیقی ویژه خود را دارند. به گفتهٔ «طواق سعادتی»، یکی از بخشی‌های ترکمن، یکی از مشهورترین قطعاتی که همواره در ماه رمضان در میان ترکمن‌ها شنیده و اجرا می‌شود، قطعهٔ «محمد رسول‌الله» است که شعر آن را مختوم‌قلی فراغی سروده‌است؛ صدقه‌دادن از رسومی است که همراه با شنیدن این نغمه در بین ترکمن‌ها جا افتاده؛ علاوه بر این، دو قطعهٔ دیگر با عنوان «قرآن» و «گناه بندگان را ببخش» از دیگر نغماتی‌اند که ماه رمضان در میان ترکمن‌ها رواج دارند؛ گرچه این قطعات نیز چون دیگر آواهای بخشی‌های ترکمن به مرور زمان به فراموشی سپرده می‌شوند.

## پی‌نوشت
1. ↑  جاوید، «نغمه‌های فراموش‌شدهٔ رمضان...»، خبرگزاری میراث فرهنگی.
2. ↑  جاوید، «نغمه‌های فراموش‌شدهٔ رمضان...»، خبرگزاری میراث فرهنگی.
3. ↑  جاوید، «نغمه‌های فراموش‌شدهٔ رمضان...»، خبرگزاری میراث فرهنگی.
4. ↑  جاوید، «نغمه‌های فراموش‌شدهٔ رمضان...»، خبرگزاری میراث فرهنگی.
5. ↑  جاوید، «نغمه‌های فراموش‌شدهٔ رمضان...»، خبرگزاری میراث فرهنگی.
6. ↑  جاوید، «نغمه‌های فراموش‌شدهٔ رمضان...»، خبرگزاری میراث فرهنگی.
7. ↑  جاوید، «نغمه‌های فراموش‌شدهٔ رمضان...»، خبرگزاری میراث فرهنگی.
8. ↑  جاوید، «نغمه‌های فراموش‌شدهٔ رمضان...»، خبرگزاری میراث فرهنگی.
9. ↑  جاوید، «نغمه‌های فراموش‌شدهٔ رمضان...»، خبرگزاری میراث فرهنگی.
10. ↑  جاوید، «نغمه‌های فراموش‌شدهٔ رمضان...»، خبرگزاری میراث فرهنگی.
11. ↑  جاوید، «نغمه‌های فراموش‌شدهٔ رمضان...»، خبرگزاری میراث فرهنگی.
12. ↑  جاوید، «نغمه‌های فراموش‌شدهٔ رمضان...»، خبرگزاری میراث فرهنگی.
13. ↑  جاوید، «نغمه‌های فراموش‌شدهٔ رمضان...»، خبرگزاری میراث فرهنگی.
14. ↑  جاوید، «نغمه‌های فراموش‌شدهٔ رمضان...»، خبرگزاری میراث فرهنگی.
15. ↑  جاوید، «نغمه‌های فراموش‌شدهٔ رمضان...»، خبرگزاری میراث فرهنگی.
16. ↑  جاوید، «نغمه‌های فراموش‌شدهٔ رمضان...»، خبرگزاری میراث فرهنگی.
17. ↑  جاوید، «نغمه‌های فراموش‌شدهٔ رمضان...»، خبرگزاری میراث فرهنگی.
18. ↑  جاوید، «نغمه‌های فراموش‌شدهٔ رمضان...»، خبرگزاری میراث فرهنگی.
19. ↑  جاوید، «نغمه‌های فراموش‌شدهٔ رمضان...»، خبرگزاری میراث فرهنگی.
20. ↑  نیلی، «از جاری‌بودن تا موزه‌ای‌شدن»، خبرگزاری میراث فرهنگی.
21. ↑  نیلی، «از جاری‌بودن تا موزه‌ای‌شدن»، خبرگزاری میراث فرهنگی.
22. ↑  نیلی، «از جاری‌بودن تا موزه‌ای‌شدن»، خبرگزاری میراث فرهنگی.